# Stephanie Eymann
Stephanie Isabel Eymann Schneider (* 26. Juli 1979 in Basel) ist eine Schweizer Politikerin (LDP). Sie ist Advokatin und wurde am 29. November 2020 in die Regierung des Kantons Basel-Stadt gewählt.

## Leben
Eymann studierte Rechtswissenschaften an der Universität Basel, wo sie nach ihrem Abschluss 2004 als wissenschaftliche Assistentin arbeitete und ihre Dissertation verfasste. 2012 schloss sie das Anwaltsexamen im Kanton Basel-Landschaft ab und arbeitete in der Folge bis 2017 als Staatsanwältin. 2017 bis anfangs 2021 leitete sie die Verkehrspolizei von Basel-Landschaft.
Im Jahr 2011 kandidierte Eymann erfolglos für den Landrat und den Nationalrat, damals noch für die FDP. Für diese Partei saß sie anschließend im Gemeinderat von Eptingen. Im Jahr 2019 verließ sie die FDP und wechselte zur LDP.
Während ihrer Amtszeit kam es 2024 zu Problemen bei der Basler Polizei. Der Tages-Anzeiger berichtete von eklatanten Missständen, in deren Folge der Polizeikommandant von Stephanie Eymann freigestellt wurde.
Am 20. Oktober 2024 wurde sie im ersten Wahlgang als Regierungsrätin bestätigt.
Eymann ist verheiratet und Mutter einer erwachsenen Tochter. Sie ist die Tochter von Felix W. Eymann und Nichte von Christoph Eymann.